# 夙川学院短期大学アスベスト事件
夙川学院短期大学アスベスト事件（しゅくがわがくいんたんきだいがくアスベストひさんじけん）は、日本で起きたアスベストの飛散に関する事件。

## 概要

### 事件の経緯
学校法人夙川学院は、設置する夙川学院短期大学を移転することに伴い兵庫県西宮市に存在していた校舎を売却した。この校舎は解体されることとなり、2013年6月から2015年3月にかけて工事が行われ、11棟の校舎などが解体された。この工事が行われるに際しては、解体業者は2か所しかアスベストが無いとして、立ち入り調査をした西宮市も同様に2か所しかアスベストが無いという説明をしていた。だがこれに対して地域住民は疑問を持ち、調査などが行われることとなる。
2015年8月31日には、唯一残されていた建物の内部調査を裁判所による証拠保全手続きに基づいて行われ、その結果では、説明会では無いとされていたレベル2のアスベストを含有する建材が確認された。このことから住民は裁判所を通じて施工業者に設計図書の開示を請求して、その設計図面を精査したところ、レベル1が10か所、レベル2が9か所、レベル3が137か所というアスベストを含有する建材の存在が明らかになった。その他にレベル1と疑われる建材が10か所と、レベル3と疑われる建材が328箇所も存在していた。
2015年10月29日に兵庫県保険医協会環境・公害対策部は、建物を解体する際のアスベストの処理をすることを西宮市に要請する。この要請は夙川学院短期大学の校舎に解体業者にはアスベストは存在しないと報告されていたものの、実際は確認されたことから行われていた。市が建物の調査や業者への指導を行うということなどが求められた。これに対して西宮市は、アスベストが確認された建物については、解体業者が決まり次第調査を行うことを考えていきたいと解答した。
この事件では、当初の解体業者によってアスベスト含有建材が13,000平方メートル存在するとされていた建築物に係る解体工事等調査票が出されていたのだが、この調査票は石綿含有建材は0平方メートルであるとするものに差し替えられて、工事業者も変更されていた。西宮市はこの差し替えられた調査結果を受けて、これを積極的に支持していた。この調査結果というのは常識的には考えられないほどのものだったのだが、西宮市はそれを豪も疑うことなく鵜呑みにして届出書の書き換えを指示していた。この事前調査結果には住民は疑いを持ち西宮市に調査を依頼したために、西宮市は工事現場に何度も調査に出向いたものの、西宮市は既にアスベストが撤去された後の現場を見せられて、西宮市は業者の説明通りのアスベストは無かったという言い分を追認していた。

### 裁判
2016年7月28日には、夙川学院短期大学の校舎の解体工事でアスベストの飛散対策が行われなかったことから、将来への健康被害への不安などの精神的な苦痛を受けたとして、旧夙川学院短期大学の周辺住民らが開発業者や西宮市を相手取り損害賠償を求める訴訟を神戸地方裁判所に起こした。訴状では開発業者から委託を受けた解体業者が意図的にアスベストの存在を隠して解体工事を行っていた。住民の調査では校舎内の空調ダクトパッキングでアスベストが見つかったものの、西宮市は対策を講じてこなかったことなどが主張された。この訴訟を支援する団体は、この訴訟をきっかけとしては、解体工事におけるアスベスト対策が全国的に進むように真相究明と再発防止がされるためであるとしていた。支援する団体は、西宮市は業者からのアスベストは無かったという報告を鵜呑みにして杜撰な検査を行い、監督責任を果たしていないとする。
2017年4月16日に神戸地方裁判所で住民によって起こされていた裁判の判決が行われ、この判決ではアスベストが飛散した事実が認められ、西宮市の調査権限の行使は不十分であったということが認められた。判決では解体業者に基準通りに工事を行わなかった不法行為責任があるということが認められた。だが開発業者に対しては、この工事は大気汚染防止法が改正される前のことで解体業者が工事に責任を持つことが前提となっているために、義務違反をしているということは認められなかった。西宮市に対しては、建物内のアスベストの残存を容易に疑うことができて、設計図書を入手してアスベストの有無を確認することが可能であったあり、地域住民の健康を守る責務があることから積極的な調査義務があったということが認められた。この裁判を支援していた団体は判決後の記者会見で、西宮市の対応は不十分であり、行政が積極的に検査するべきであるということが示されたために、これは今後のアスベストの飛散を防止することに向けて大きな礎になったとした。この裁判では行政の調査権限や規則権限の不作為について言及され、設計図書の重要性が示されて、行政は必要があれば設計図書を取り寄せて調査するべきことと、行政は届出制であっても届出内容を超えて積極的に調査する義務を負うこととされるようになった。